# Irene de Kok
Irene Margreta Maria de Kok (Eindhoven, 29 augustus 1963) is een voormalig Nederlands judoka, die tweemaal wereldkampioene (1986 en 1987) werd in de klasse tot 72 kilogram en één keer zilver behaalde (1984). Nadat ze haar tweede wereldtitel had veroverd werd de Brabantse uitgeroepen tot Sportvrouw van het Jaar. Haar erelijst vermeldt verder drie Europese titels en drie bronzen EK-medailles.
De Kok nam eenmaal deel aan de Olympische Spelen: 'Barcelona 1992'. Daar won de pupil van judotrainer Peter Ooms de bronzen medaille, na vier overwinningen en één nederlaag in de gewichtscategorie tot 72 kilo (half-zwaargewicht).
Vier jaar later diende De Kok, samen met collega's Monique van der Lee en Anita Staps, een aanklacht in tegen hun coach Ooms wegens vermeende ongewenste intimiteiten. De tuchtcommissie van de Judo Bond Nederland schorste de trainer uit Tilburg voor drie jaar.
Sinds februari 2009 heeft De Kok haar eigen café aan de Heuvelring te Tilburg.

## Erelijst

### Olympische Spelen
- 1992 – Barcelona, Spanje (-72 kg)

### Wereldkampioenschappen
- 1984 – Wenen, Oostenrijk (-66 kg)
- 1986 – Maastricht, Nederland (-72 kg)
- 1987 – Essen, West-Duitsland (-72 kg)

### Europese kampioenschappen
- 1984 – Pirmasens, West-Duitsland (-66 kg)
- 1986 – Londen, Verenigd Koninkrijk (-72 kg)
- 1986 – Londen, Verenigd Koninkrijk (open)
- 1987 – Parijs, Frankrijk (-72 kg)
- 1987 – Parijs, Frankrijk (open)
- 1992 – Parijs, Frankrijk (open)